# Брижитка Молнар
Брижитка Молнар (Торак, 28. јул 1985) бивша је српска одбојкашица која је играла на позицији примача. Са репрезентацијом Србије освојила је Европско првенство 2011. године, где је на финалној утакмици била најефикаснија у српској репрезентацији са 17 поена. Последњи клуб за који је наступала био је Панатинаикос.

## Успеси

### Репрезентативни
- Светско првенство: 3. место 2006.
- Европско првенство: 1. место 2011, 2. место 2007.
- Европска лига: 1. место 2009, 2010, 2011.
- Светски гран-при: 3. место 2011.

### Клупски
- Првенство Румуније: 1. место 2007, 2008, 2009.
- Куп Румуније: 1. место 2007, 2008, 2009.
- Првенство Грчке: 1. место 2010, 2011.
- Куп Грчке: 1. место 2010.
- Куп Турске: 1. место 2013.

### Индивидуални
- МВП Првенства Грчке за сезону 2009/10